# Hy vọng (phim)
Hy vọng (tiếng Anh: Hope, tiếng Hàn: 소원) là một bộ phim điện ảnh Hàn Quốc thuộc thể loại chính kịch công chiếu vào năm 2013 do Lee Joon-ik làm đạo diễn, với sự tham gia diễn xuất của các diễn viên gồm Sol Kyung-gu, Uhm Ji-won và Lee Re. Được dựa trên vụ án Nayoung có thật vào năm 2008, phim kể về câu chuyện của So-won – một bé gái 9 tuổi bị xâm hại tình dục và phải trải qua những ngày tháng thăng trầm trong cuộc đời, nhưng bằng chính những nỗ lực và hy vọng của mình, cô bé đã vượt qua mọi khó khăn, nghịch cảnh cùng gia đình để tiếp tục sống hết mình.
Hy vọng có buổi công chiếu tại Hàn Quốc vào ngày 22 tháng 10 năm 2013 và được Lotte Entertainment phát hành tại các cụm rạp ở một số quốc gia trên thế giới, trong đó có Việt Nam. Bộ phim nhìn chung được giới chuyên môn đánh giá cao và giành được giải Phim hay nhất tại giải thưởng điện ảnh Rồng Xanh lần thứ 34.